# حيدرآباد تشاة نارنج (مقاطعة فارياب)
حيدرآباد تشاة نارنج (بالفارسية: حیدرآباد چاه نارنج) هي قرية تقع في البلدة المركزية في إيران. يقدر عدد سكانها بـ 835 نسمة .